# Омокский язык
Омо́кский язы́к — один из мёртвых языков юкагирской (юкагиро-чуванской) семьи. Был распространен в низовьях реки Колыма. Сохранилось 134 слова, записанных Ф. Ф. Матюшкиным и исследованных О. Тайёром. Под именем омоков были известны нижнеколымские юкагиры. В 1659 их насчитывалось 620 человек. К 1693 от них осталось всего 54 человека. Омоки жили на Анюях, на Колыме к северу от Омолона. Руководитель Колымской экспедиции Ф. П. Врангель на основе сведений, данных местными знатоками старины, написал о том, что на берегах средней Колымы некогда проживало большое племя омоков — «многочисленный и сильный народ». 
1. ↑  Николаева, И. А, Хелимский Е. А. Юкагирский язык // Языки мира. Палеоазиатские языки. — М.: Индрик, 1997. — С. 155.